# 쾰른 S반
쾰른 S반(독일어: S-Bahn Köln)은 독일 쾰른 광역권에서 운행하는 광역철도 시스템이다. 라인지크 교통조합(Verkehrsverbund Rhein-Sieg, VRS)에 통합되어 있으며 일부 노선은 라인루르 S반의 영역까지 운행한다.

## 참고 문헌
- Walter Jacob: S-Bahn Köln – Dritte Bau- und Betriebsstufe in "Die Bundesbahn 62" (1986), S. 395–401